# St. Peter und Paul (Hergolshausen)

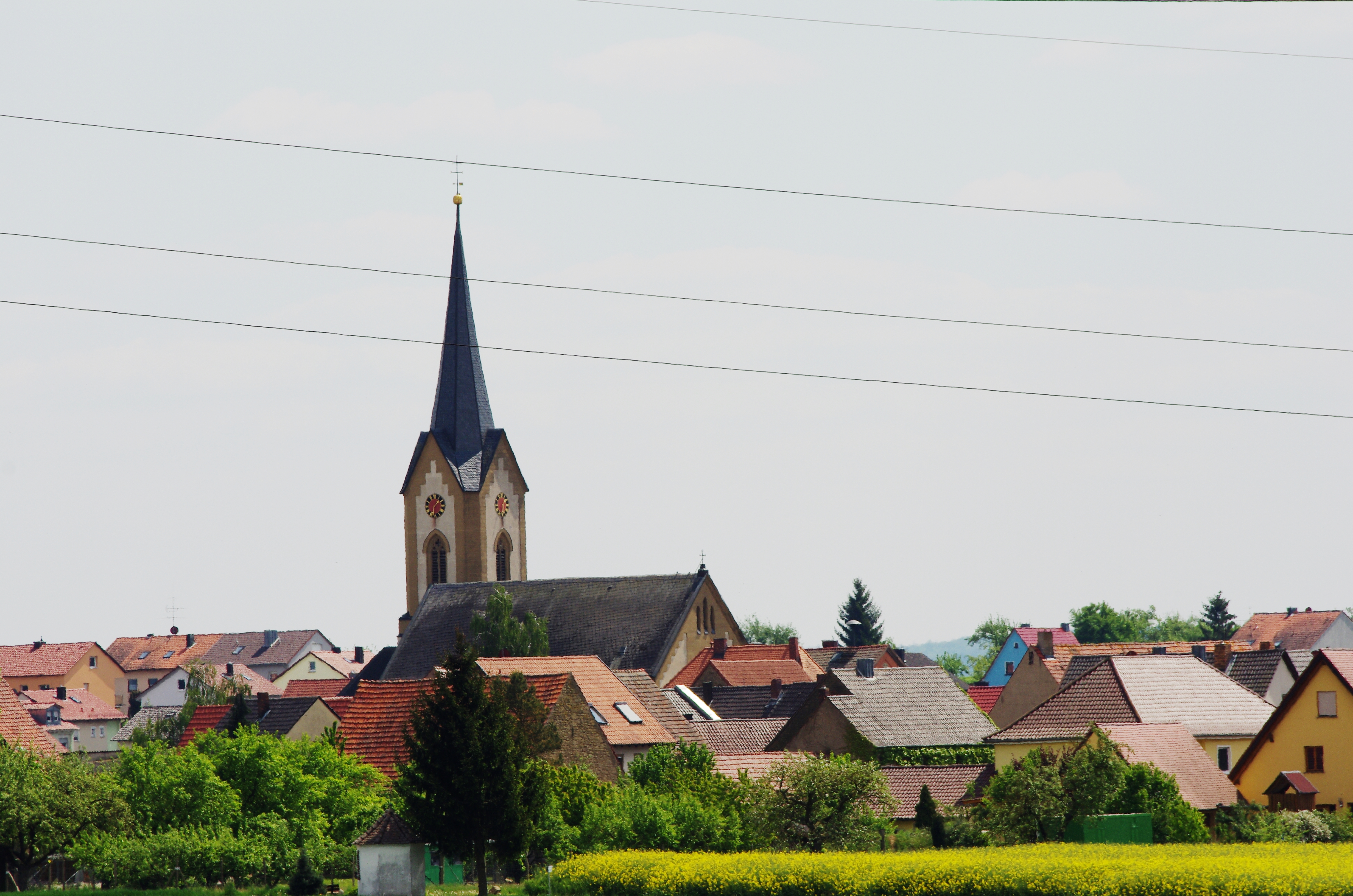
St. Peter und Paul

Die römisch-katholische, denkmalgeschützte Pfarrkirche St. Peter und Paul steht in Hergolshausen, einem Gemeindeteil von Waigolshausen im Landkreis Schweinfurt (Unterfranken, Bayern). Das Bauwerk ist unter der Denkmalnummer D-6-78-190-26 als Baudenkmal in der Bayerischen Denkmalliste eingetragen. Die Pfarrei gehört zur Pfarreiengemeinschaft Luisenhöhe im Dekanat Schweinfurt-Süd des Bistums Würzburg.

## Beschreibung
Die neugotische Saalkirche wurde 1870 gebaut. An das mit einem Satteldach bedeckte Langhaus schließt sich im Osten ein eingezogener, dreiseitig geschlossener Chor an. Der mit einem achtseitigen, schiefergedeckten Knickhelm bedeckte Chorflankenturm steht an dessen Südseite. Über dem Portal in der Fassade im Westen befindet sich ein Relief.
Die Orgel mit 18 Registern, zwei Manualen und einem Pedal wurde 1872 von G. F. Steinmeyer & Co. gebaut.